# I. Aufklärungsgruppe
Il I. Aufklärungsgruppe era la prima squadra da ricognizione della Hochseeflotte della Kaiserliche Marine, condotta dall'ammiraglio Franz von Hipper durante la prima guerra mondiale, partecipò alle principali operazioni della Hochseeflotte.

## Linea da battaglia del I. Aufklärungsgruppe
Il primo incrociatore da battaglia a far parte del I. Aufklärungsgruppe fu il SMS Von der Tann, che fu assegnato alla squadra l'8 maggio 1911 ad affiancare gli incrociatori corazzati della classe Roon. Il Roon stesso fu poi sostituito dall'SMS Moltke il 30 settembre dello stesso anno. Seguì il SMS Seydlitz, 22 maggio 1913. Il SMS Blücher entrò nella squadra dall'agosto del 1914. Il SMS Derfflinger fece parte della prima squadra da ricognizione dal 16 novembre 1914. La pariclasse SMS Lützow entrò in servizio 20 marzo 1916. L'ultimo incrociatore da battaglia della classe Derfflinger ad entrare in forze al I. Aufklärungsgruppe fu l'Hindenburg, il 6 novembre 1917. Per la sortita della Hochseeflotte programmata per 18-19 agosto 1916, poiché erano disponibili solo due incrociatori da battaglia, il Moltke ed il Von der Tann, furono aggregate provvisoriamente allo I. Aufklärungsgruppe tre navi da battaglia: la SMS Markgraf, la SMS Grosser Kurfürst e la SMS Bayern.